# Osteocephalus planiceps
Osteocephalus planiceps és una espècie de granota que es troba a Colòmbia, l'Equador, Perú i, possiblement també, al Brasil. Està amenaçada d'extinció per la pèrdua del seu hàbitat natural.